# Thun-Hohensteinové
Thunové, od roku 1628 Thun-Hohenštejnové či Hohensteinové (německy Thun/Thun-Hohenstein), jsou šlechtický rod původem z Jižního Tyrolska. Svůj původ odvozují od panství Thun (dnešní obec Ton, Val di Non) se stejnojmenným hradem v dnešním severoitalském regionu Tridentsko-Horní Adiže.
Rod se připomíná od 11. století, později se rozdělil do několika větví, největšího významu dosáhla linie Castell-Brughier, která se v 17. století usadila v Čechách. Thunové se významně uplatnili v církevních funkcích, čtyři členové rodu byli biskupy v Tridentu, dva zastávali post knížete-arcibiskupa v Salcburku, další se uplatnili i v jiných diecézích habsburské monarchie a Svaté říše římské (Pasov, Gurk, Sekov).
V roce 1628 zakoupil Kryštof Šimon Thun panství Hohenstein, podle kterého se tato linie rodu píše z Thun-Hohensteinu. Roku 1629 byl celý rod povýšen do hraběcího stavu. Až téměř do poloviny 20. stol. vlastnili Thun-Hohenštejnové rozsáhlé statky v Čechách (Děčín, Klášterec nad Ohří, Benešov nad Ploučnicí, Choltice). V české linii, která se v 18. století rozdělila na čtyři větve, se Thunové zapsali do dějin barokní architektury, jednak na svých venkovských sídlech, a jednak je s jejich jménem spojeno i pět paláců v Praze. Řada členů české linie rodu dosáhla vysokého postavení ve státních (tj. habsburských, později rakouských a rakousko-uherských) službách, diplomacii nebo armádě. Všechen majetek v Československu byl Thunům zkonfiskován v roce 1945; rod dnes žije převážně v Rakousku.

## Erb

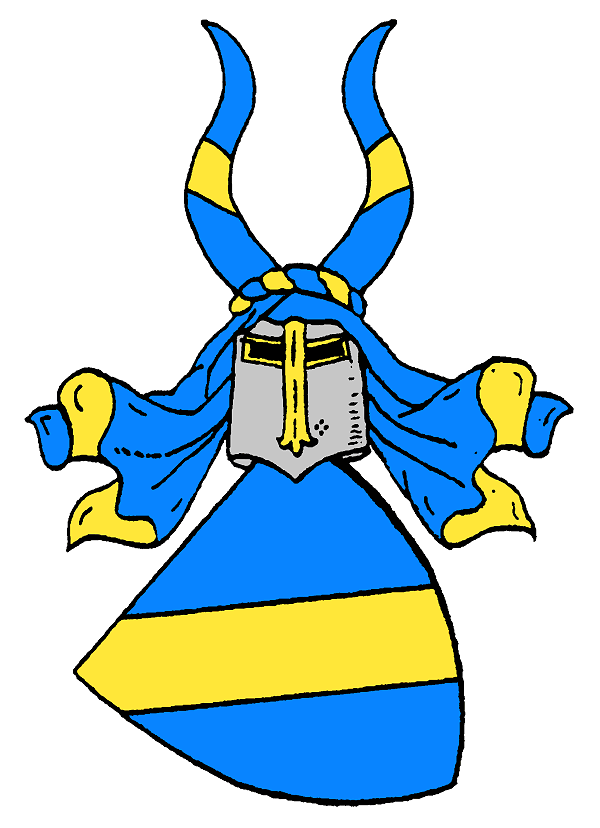
Původní erb Thunů, který tvoří základ erbu Thun-Hohenštejnů

V upraveném erbu byla dvě pole se zlatým břevnem, v modrém poli měli ještě další dvě s polovičním orlem a stříbrném břevnem v černém poli. Uprostřed v srdečním štítku nosili znak vymřelého rodu Caldes.

## Dějiny

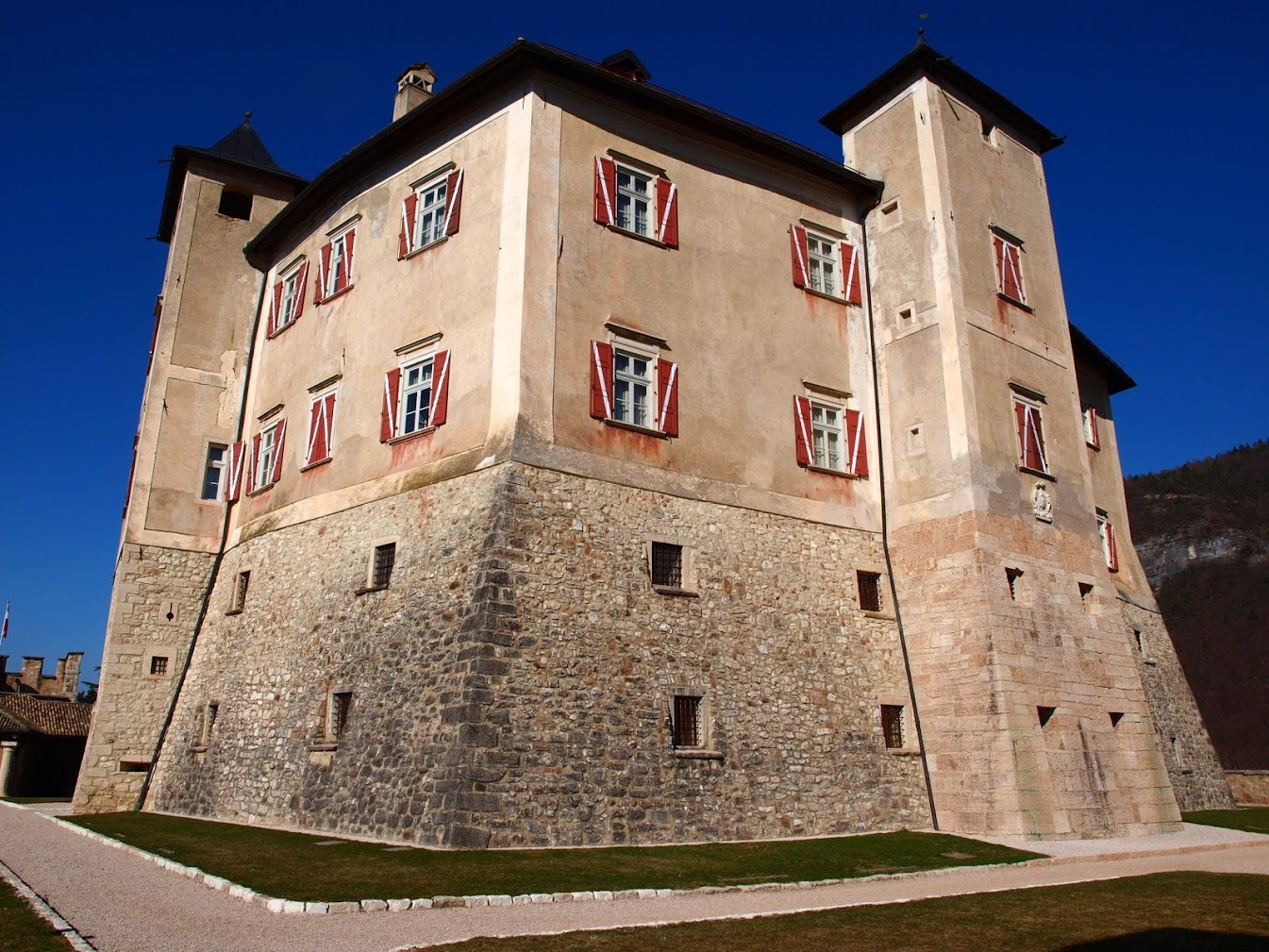
Hrad Thun v Jižním Tyrolsku, původní rodové sídlo

### Thun-Hohenštejnové včeských zemích
V Čechách se jako první objevil Kryštof Šimon Thun (1582–1635), císařský hofmistr a vojevůdce ve službách johanitského řádu, který začal po Bílé hoře levně skupovat rozsáhlá konfiskovaná panství na severu Čech (Benešov nad Ploučnicí, Bynov, Děčín, Egerberk, Felixburg, Jílové, Klášterec nad Ohří atd.), ale získal majetek také například ve východních Čechách, kde koupil Choltice (1623). O tom, jakým způsobem tehdy probíhaly majetkové transakce, svědčí například nákup Děčína, který Kryštof Thun získal za velmi nízký odhad 160 000 zlatých, přičemž hotově zaplatil jen 60 000 zlatých a zbytek měl splácet po 15 000 zlatých každoročně v následujících letech. Poslední splátky zaplatily až generace jeho prasynovců počátkem 70. let. 17. století. Pro uchování majetku pro své příbuzné musel Kryštof Thun získat papežské svolení, protože jinak by jeho statky připadly řádu sv. Jana, jehož byl Kryštof členem.
Dědicem Kryštofa Šimona Thuna byl jeho synovec Jan Zikmund (1594–1646), místodržící Českého království, který měl ze tří manželství devět synů, z nichž pět se uplatnilo v církevních službách; Guidobald (1616–1668) byl kardinálem a arcibiskupem v Salcburku, Václav (1629–1673) biskupem v Pasově a Jan Arnošt (1643–1709) taktéž arcibiskupem v Salcburku. Službu církvi a státu pak spojil další z bratrů František Zikmund (1639–1702), velkopřevor a admirál námořnictva Maltézského řádu, vrchní velitel papežského vojska a císařský maršál. Další tři bratři si rozdělili rodový majetek, a to tak, že nejstarší Michael Osvald (1631–1694) získal Benešov a Klášterec a sám navíc koupil Žehušice (1661), Ledeč nad Sázavou (1677) a Svojšice (1689). Michael Osvald také proslul jako aktivní stavebník, čehož jsou dokladem zámky v Klášterci a Žehušicích a dva pražské paláce. Michael měl však jen dvě dcery, které postupně převzaly Ledeč, ale převážnou část majetku (Benešov, Klášterec, Žehušice) po jeho smrti zdědil mladší bratr Maxmilián (1638–1701), který byl původně jen majitelem Děčína s přidruženými statky. Děčín se v době Maxmiliána Thuna stal předmětem velkorysé barokní přestavby zámku a celého města. Nejmladší z bratrů, Romedius Konstantin (1641–1700), působil v zemských úřadech v Čechách a zdědil Choltice. Jeho aktivita na poli kultury se projevila stavbou zámku v Cholticích, přičemž na jeho jméno dodnes upomíná kaple zasvěcená patronovi sv. Romediovi. Romediův jediný syn Romedius Jan František (1683–1719) však zemřel bez potomstva, takže i jeho majetek přešel na Maxmiliána, respektive jeho potomstvo. Maxmiliánův vnuk Jan Josef František Antonín (1711–1788) zdědil ve věku devíti let všech dvanáct panství v Čechách, mimoto také statky v Rakousku a Tyrolsku. V generaci jeho synů se rod rozdělil na čtyři větve (kláštereckou, děčínskou, choltickou a benáteckou). Koncem 19. století všem čtyřem větvím patřilo v Čechách a na Moravě přes 40 000 hektarů půdy.

#### Klášterecká větev

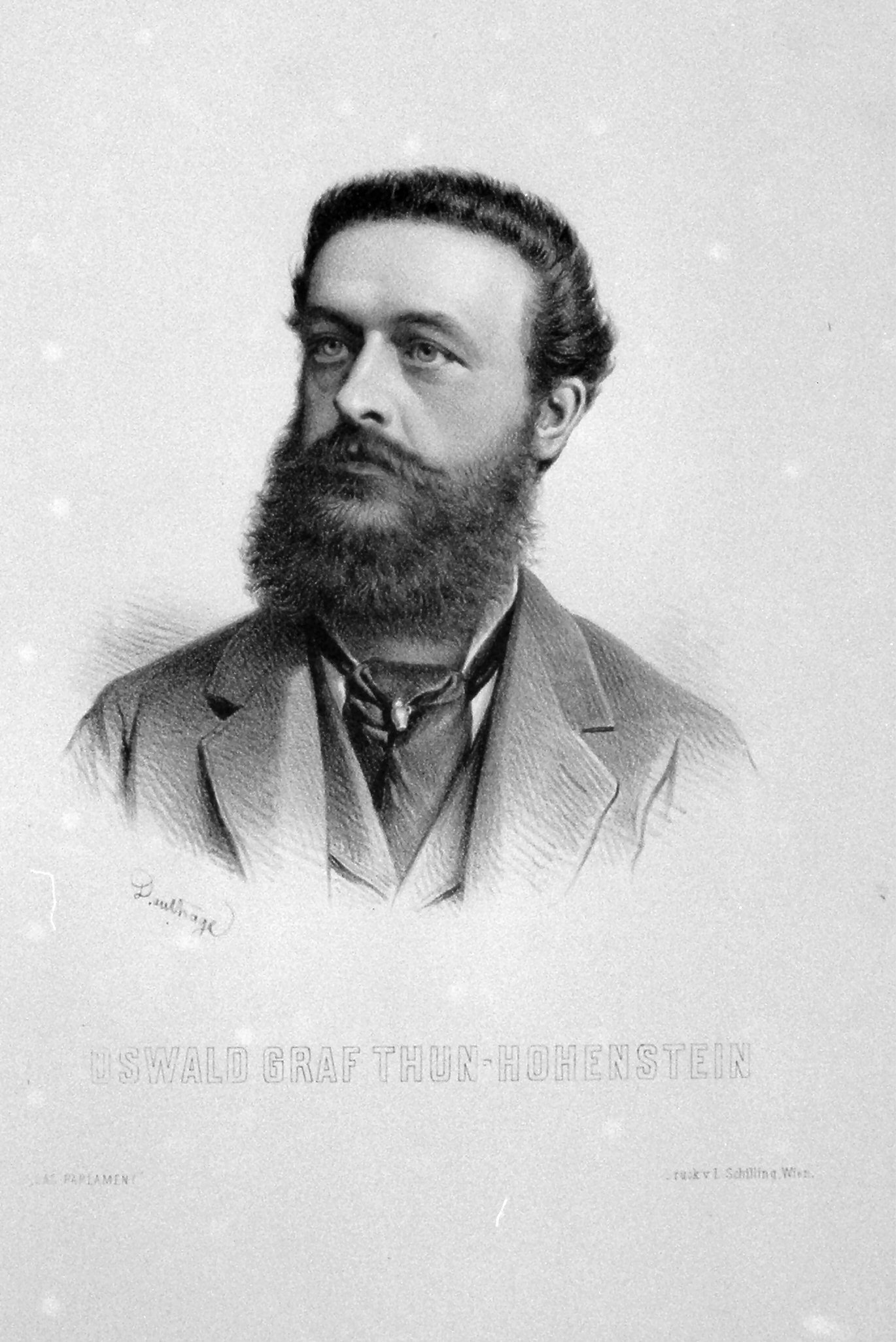
Josef Osvald II. z Thun-Hohensteinu (1849–1913), starosta v Klášterci nad Ohří, člen Panské sněmovny, rytíř Řádu zlatého rouna

Na počátku klášterecké větve stál František Josef (1734–1800), kromě Klášterce držel Benešov nad Ploučnicí a Žehušice, které se spolu s kláštereckým zámkem staly hlavním sídlem rodu. Josef Matyáš (1794–1868) se věnoval pečlivě správě svého majetku, nechal také empírově přestavět zámek v Žehušicích a založil zde ojedinělou oboru bílých jelenů. Josef Matyáš patřil k výrazným osobnostem českého společenského života v první polovině 19. století, kromě aktivit na poli kultury a vědy se věnoval i politice a jeho pražský palác se stal jedním z proslulých center odporu proti vídeňskému centralismu; roku 1848 byl pak členem Národního výboru. O výborné znalosti českého jazyka svědčí u Josefa Matyáše fakt, že do němčiny přeložil Královédvorský rukopis. Členové dalších dvou generací, Josef Osvald I. (1817–1883) a Josef Osvald II. (1849–1913) se věnovali především správě majetku; v Klášterci byli oba navíc dlouhodobě vázáni funkcí starosty města. Jinak tomu bylo u mladších synů členů klášterecké větve, kteří neměli na starost rozsáhlé hospodářské celky a mohli se věnovat státní službě. Učinil tak například Quido (1823–1904), dlouholetý diplomat, či Maxmilián Theodor (1857–1950), c. k. generálmajor a nejvyšší lovčí císařského dvora. K rozšíření majetku klášterecké větve došlo na konci 19. století, kdy vymřela hraběcí větev rodu Salm-Reifferscheidt, jehož poslední dědička Johanna (1827–1892) byla provdána za Josefa Osvalda z Thun-Hohensteinu (1817–1883). Jejich syn Josef Osvald (1849–1913) zdědil Lipovou a Světlou nad Sázavou (obě panství zahrnovala přes 8 500 hektarů půdy), ale také rozšířil rodové jméno do podoby Thun-Hohenstein-Salm-Reifferscheidt (1897). Po otci zdědil Klášterec, Žehušice a Benešov nad Ploučnicí (celková výměra velkostatků přibližně 10 000 hektarů půdy), užíval také rodový palác v Thunovské ulici v Praze, který byl po zániku monarchie prodán Velké Británii a dodnes je sídlem velvyslanectví Spojeného království v České republice. Posledním majitelem českých statků byl z klášterecké větve Josef Osvald III. z Thun-Hohensteinu (1878–1942). Ten se po otcově smrti v letech 1913–1914 zbavil Žehušic a Světlé nad Sázavou, po provedené pozemkové reformě prodal i zbytek Lipové (1926) a zůstal mu jen Klášterec. Zemřel v průběhu druhé světové války, ale neměl děti a nevyjasněné majetkové poměry nebyly vyřešeny až do konce války, kdy byl Klášterec zkonfiskován.

#### Děčínská větev

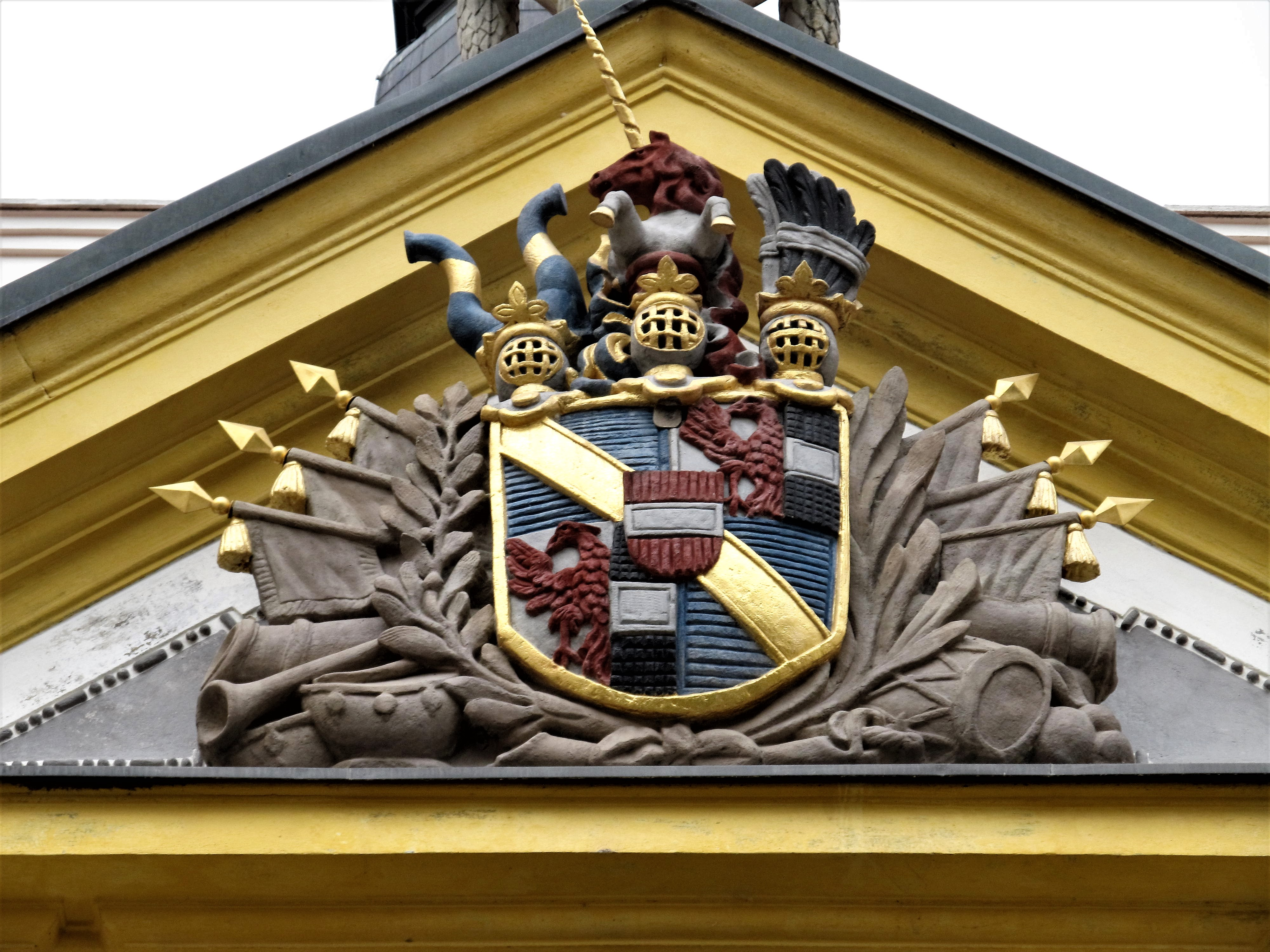
Erb Thun-Hohensteinů nad hlavním vstupem děčínského zámku

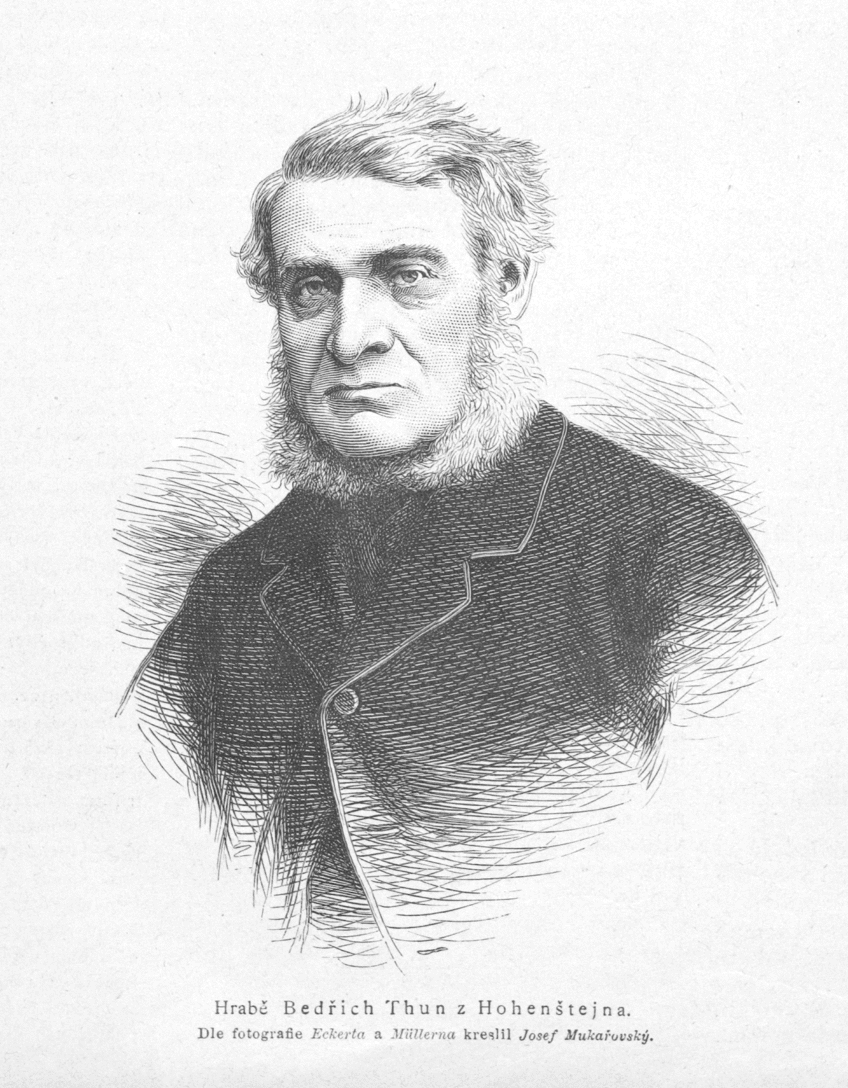
Hrabě Bedřich František z Thun-Hohensteinu, diplomat a dědičný člen Panské sněmovny

Děčínskou větev rodu založil Václav Josef z Thun-Hohensteinu (1737–1796), který sloužil v císařské armádě a dosáhl hodnosti c. k. polního maršála, v dobovém kontextu ale jeho vojenská kariéra nemá větší význam. Při dělení rodového majetku v roce 1785 kromě Děčína převzal Jílové a Šenštejn a hned poté přistoupil ke stavebním úpravám děčínského zámku. Sňatkem získal Chlumec u Chabařovic, jejž později dostala věnem jeho dcera Alžběta (1783–1860), provdaná hraběnka Westphalenová z Fürstenbergu. Václav Josef měl jediného syna Františka Antonína (1786–1873), který patřil k předním osobnostem kulturního a společenského života v Čechách první poloviny 19. století. Kromě krátkodobé držby statků v okolí Prahy (Vysočany, Záběhlice) obohatil majetkový fond rodiny především o Peruc (1814) a Zdíkov v jižních Čechách (1846). Jeho nejstarší syn František Antonín Filip (1809–1870) se oženil se ženou nešlechtického původu, Magdalenou Königovou (1810–1899) a podle přísných fideikomisních zákonů tak nemohl převzít dědictví. Pro potomstvo z tohoto manželství byl vytvořen peněžní fideikomis, ale Františkovo vydědění se výrazně podepsalo i na společenském postavení jeho potomků až do 20. století, což je patrné především ve sňatkové politice. V této linii nicméně Thunové v roce 1911 zdědili po rodině Chotků velkostatek Nové Dvory se zámkem Kačina.
Děčín převzal mladší bratr Bedřich František (1810–1881), který v letech 1847–1863 působil na mnoha místech v Evropě jako vyslanec. Jeho manželka Leopoldina, rozená hraběnka Lambergová (1825–1902) přinesla věnem panství Kvasice a Morkovice na Moravě, její další majetek – Zdounky – dostala v roce 1872 věnem dcera Marie Josefína (1850–1929), provdaná Thurn-Taxisová. Rodová kariéra vyvrcholila za jejich nejstaršího syna Františka Antonína (1847–1916), který byl rakouským předsedou vlády, dlouholetým místodržitelem Českého království a roku 1911 byl povýšen do knížecího stavu. Ze dvou manželství měl však jen jedinou dceru Annu (1903–1943), takže rozsáhlá česká panství po něm zdědil mladší bratr Jaroslav František (1864–1929), taktéž významná osobnost své doby. Ten původně zdědil Kvasice na Moravě, kde byl starostou, byl také prezidentem Moravské kulturní rady a jako blízký příbuzný zavražděného následníka trůnu Františka Ferdinanda byl po roce 1914 poručníkem jeho dětí. V Kvasicích a Morkovicích na Kroměřížsku vlastnil přes 4 300 hektarů půdy spolu s průmyslovými provozy (Morkovice ale v roce 1911 prodal), po bratru Františkovi v roce 1916 zdědil knížecí titul a severočeské statky s hlavním sídlem v Děčíně. Posledním majitelem Děčína a dalších statků byl kníže František de Paula (1890–1973), nejstarší Jaroslavův syn, zatímco Kvasice získal mladší syn Arnošt (1905–1985, byl signatářem Národnostního prohlášení české a moravské šlechty v září 1939). Z děčínské větve se výrazně ve státních službách uplatnil ještě Bedřichův mladší bratr Leopold Lev (1811–1888), dlouholetý rakouský ministr školství. Z Arnoštovy kvasické odnože proslul jeho mladší syn Friedrich (* 1942) jako rakouský herec a režisér.

#### Choltická větev

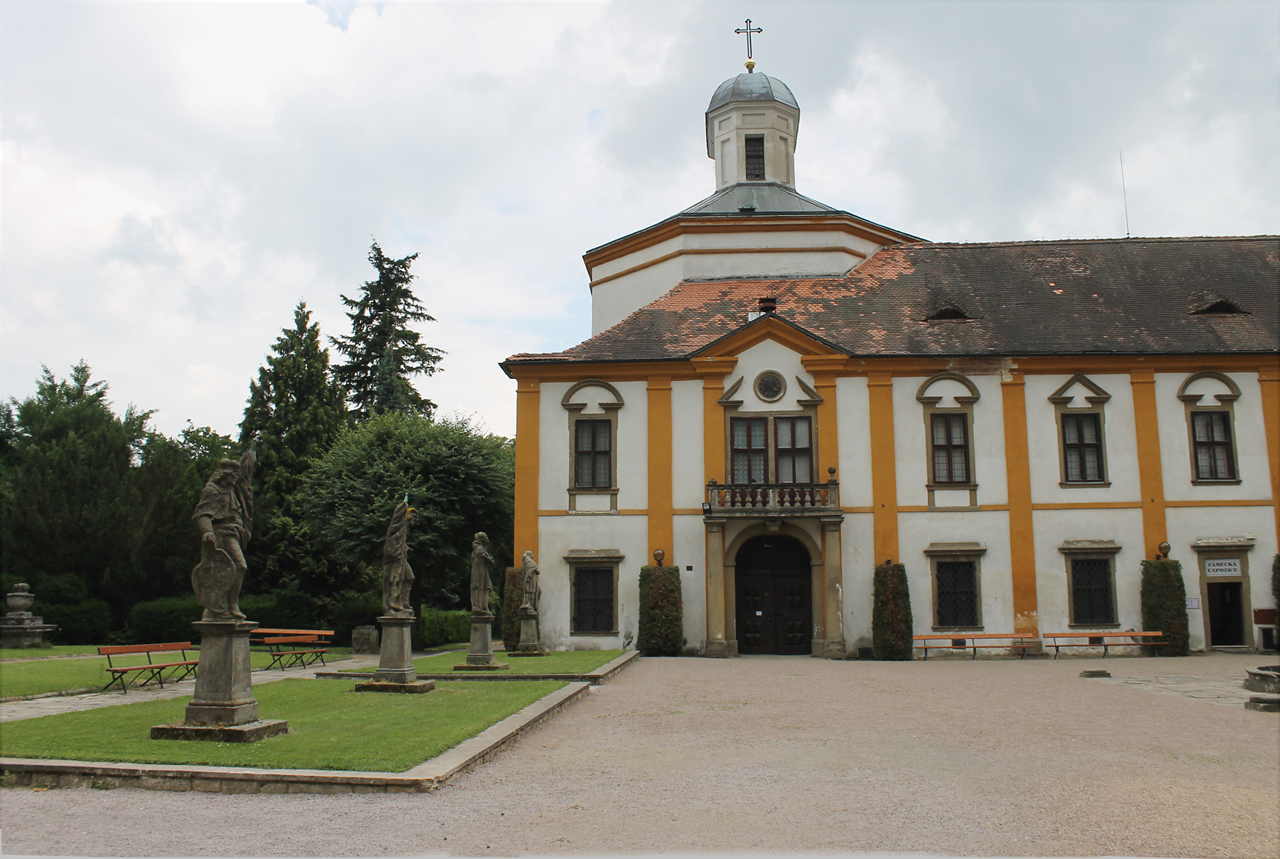
Zámek Choltice

Zakladatelem choltické větve byl c.k. komoří Jan Nepomuk z Thun-Hohensteinu (1742–1811), který převzal Choltice a menší statky v Rakousku v rámci dělení rodového majetku v roce 1785. Choltický zámek byl opravován po požáru v roce 1795, v další generaci pak Jan Nepomuk z Thun-Hohensteinu (1786–1861) přikoupil zámek Barchůvek (1844–1859), kde trávil své stáří poté, co správu majetku předal synu Theodorovi (1815–1881). Theodorovi mladší bratři sloužili v armádě a dosáhli vysokých hodností – Konstantin Ludvík (1821–1876) byl c.k. generálmajorem, František Josef (1826–1888) byl účastníkem výpravy arcivévody Maxmiliána do Mexika a později v rakousko-uherské armádě dosáhl hodnosti c.k. polního zbrojmistra.
Choltický zámek byl upravován v letech 1880 a 1904, přičemž v roce 1883 byla započata i výstavba nedalekého menšího sídla ve Stojicích. Koncem 19. století měl velkostatek rozlohu přes 2 800 hektarů půdy. Další majitel Jan Nepomuk z Thun-Hohensteinu (1857–1921) proslul výstředním stylem života, z nějž se časem vyvinula psychická nemoc spojená i s alkoholismem. Jan Nepomuk zemřel v době, kdy se jej rodina snažila zbavit svéprávnosti, jelikož rodinu stále více zadlužoval a hýřil majetkem. Posledním majitelem Choltic byl jeho syn Leopold Marian (1888–1944). Leopold Marian se za první republiky angažoval ve státní správě a jako člen řady spolků, nakonec ale v roce 1940 vstoupil do NSDAP. Za druhé světové války se kvůli četným zdravotním problémům veřejného dění stranil. Zemřel v Praze v roce 1944. Podobně jako v případě klášterecké větve byly Choltice zkonfiskovány v roce 1945 ještě před dokončením dědického řízení. Leopoldův syn Berchtold (* 1939) žije v Itálii, v rámci soudních sporů o majetek v Československu po roce 1989 dosáhl dílčích úspěchů, když získal mobiliář z choltického zámku.

#### Benátecká větev

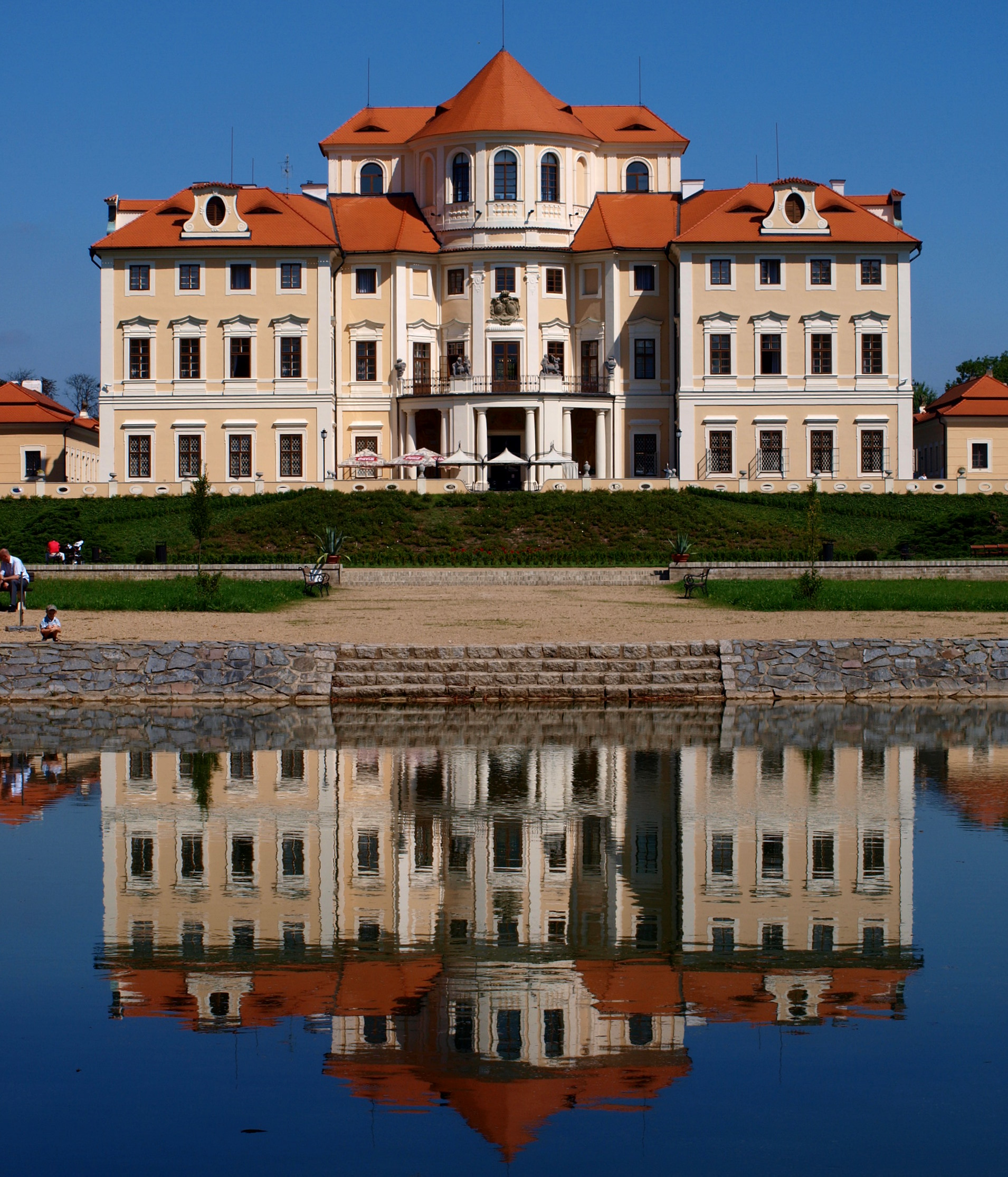
Zámek Liblice, sídlo benátecké větve ve 20. století

Antonín Josef z Thun-Hohensteinu (1754–1840), nejmladší syn Jana Josefa (1711–1788), při rodovém dělení majetku v roce 1785 sice nezískal žádné panství, ale jeho starší bratr, pasovský biskup Leopold Rajmont z Thun-Hohensteinu (1748–1826), mu v roce 1805 koupil západočeské Poběžovice. Antonínův syn Leopold (1797–1877) byl nejvyšším sudím Českého království, v roce 1864 sice prodal Poběžovice, ale mezitím sňatkem s Alžbětou Mladotovou ze Solopisk (1805–1876) získal panství Benátky nad Jizerou, kde došlo k úpravě zámeckého parku. Benátky prodal v roce 1886 Leopoldův syn Hugo (1826–1887), další syn Leopold Bohumil (1842–1898) ale sňatkem s hraběnkou Kristýnou z Valdštejna (1854–1937) získal velkostatek se zámkem Liblice (cca 2 000 hektarů půdy). Jejich prvorozený syn Leohard Eusebius z Thun-Hohensteinu (1876–1914) padl v bitvě u Limanowé v prvním roce první světové války, proto se dědicem Liblic stal další syn Kristián z Thun-Hohensteinu (1878–1970), jemuž byly v roce 1945 zkonfiskovány na základě Benešových dekretů.

## Sídla rodu v Čechách a na Moravě

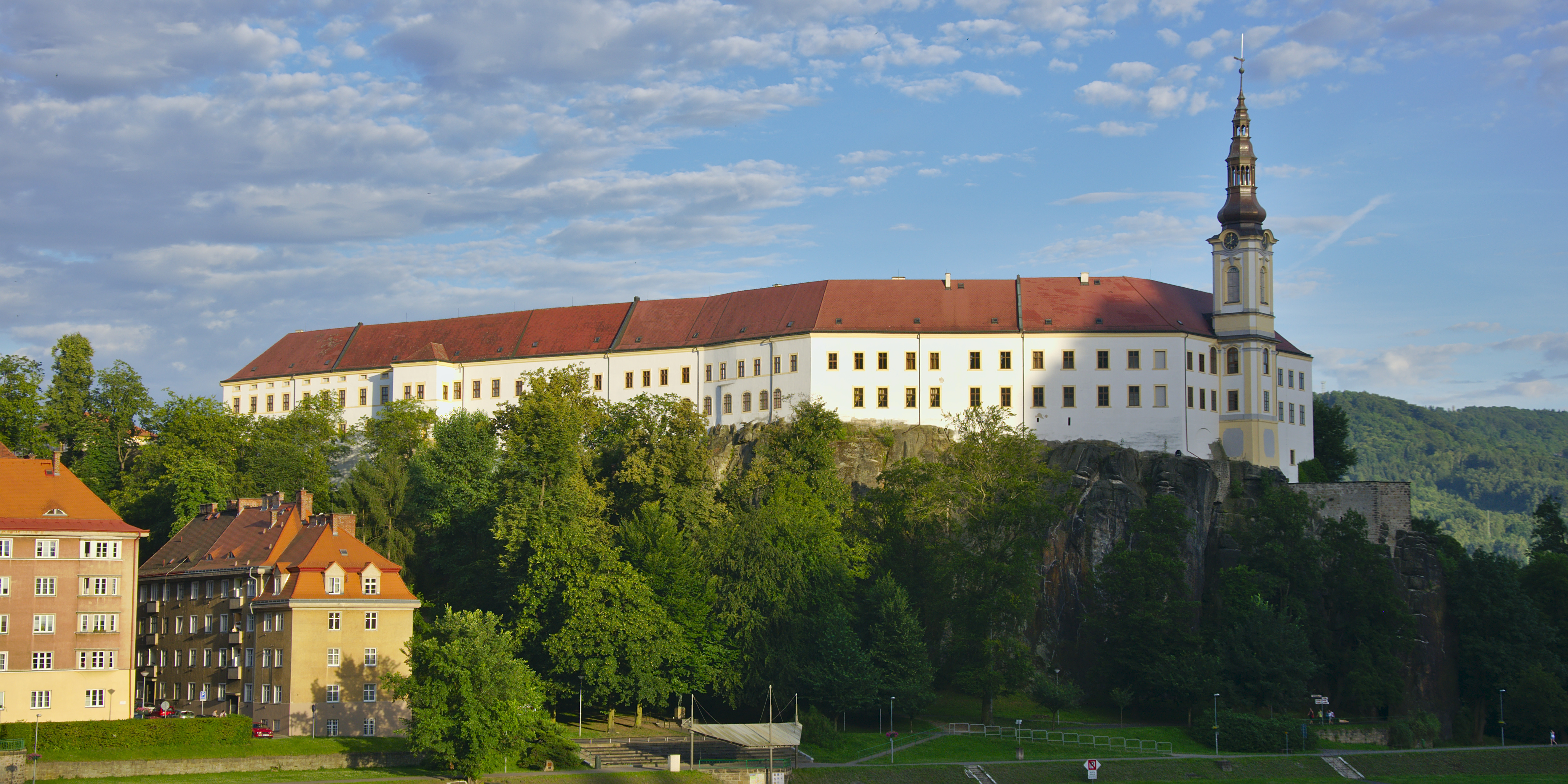
Zámek Děčín

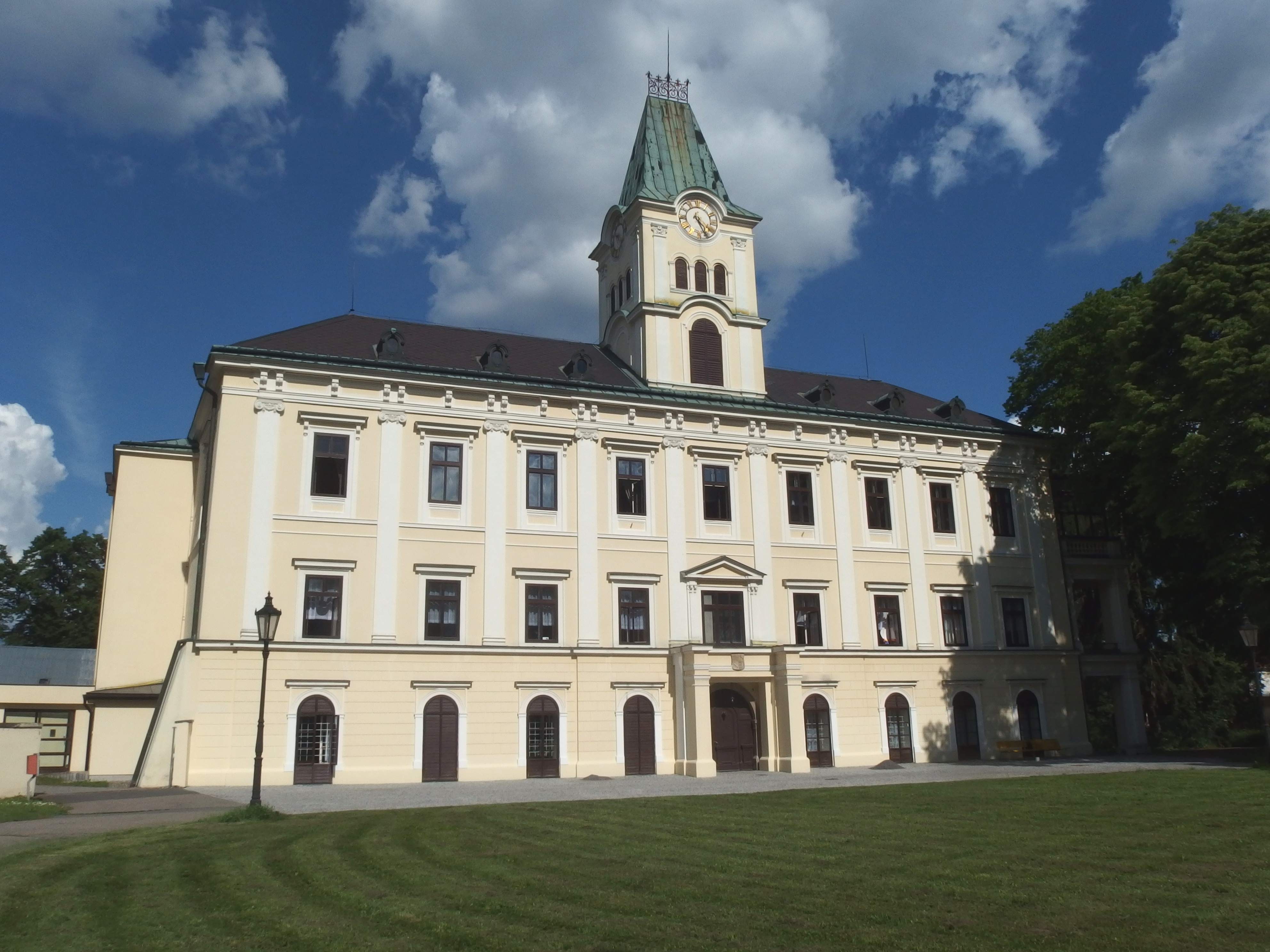
Zámek Kvasice

- Benátky nad Jizerou (1825–1879)
- Benešov nad Ploučnicí (1631–1927)
- Bynov (1628–1945)
- Děčín (1628–1932)
- Choltice (1623–1719, 1731–1945)
- Jílové u Děčína (1628–1945)
- Kačina (1911–1945)
- Klášterec nad Ohří (1623–1945)
- Kvasice (1855–1945)
- Liblice (1901–1945)
- Lipová (1891–1924)
- Miletín (1855–1881)
- Morkovice (1863–1911)
- Nové Dvory (1911–1945)
- Peruc (1814–1945)
- Poběžovice (1805–1864)
- Světlá nad Sázavou (1891–1914)
- Zdíkov (1846–1919)
- Žehušice (1661–1913)

## Osobnosti rodu
- Zikmund z Thunu (1487–1569), císařský vyslanec u tridentského koncilu, autor historického pojednání o rodu Thunů
- Zikmund z Thunu (1537–1596), jihotyrolský šlechtic, pravnuk minesengra, zpěváka, básníka, skladatele a politika Osvalda z Wolkensteinu
- Kryštof Šimon (1582–1635), dvořan a vojevůdce, v roce 1628 zakoupil panství Hohenstein a roku 1629 povýšen na hraběte
- Jan Zikmund (1594–1646), tajný rada, místodržící Českého království
- Guidobald (1616–1668), kardinál, předseda říšského sněmu 1662–1668
- Zikmund Alfons z Thunu (1621–1677), kníže-biskup brixenský a tridentský
- Václav (1629–1673), kníže-biskup v Pasově 1664–1673
- Michael Osvald (1631–1694), místodržící Českého království, barokní mecenáš
- Maxmilián (1638–1701), tajný rada, diplomat, dvorský maršálek salcburského arcibiskupství
- František Zikmund (1639–1702), c. k. polní maršál, admirál Maltézského řádu, diplomat
- Romedius Konstantin (1641–1700), tajný rada, místodržící Českého království
- Jan Arnošt (1643–1709), kníže-arcibiskup v Salcburku (1687–1709)
- Jakub Maxmilián (1681–1741), biskup v Gurku (1709–1741)
- Dominik Antonín (1686–1758), kníže-biskup v Tridentu (1730–1758)
- Jan František Josef (1686–1720), císařský komorník a místodržící Českého království
- Jan Josef František Antonín (1711–1788), c.k. tajný rada, komoří
- Josef Maria (1713–1761), kníže-biskup v Pasově (1761–1763)
- Petr Vigil Michael (1724–1800), kníže-biskup v Tridentu (1776–1800)
- František Jan Josef (1734–1801), mecenáš
- Tomáš Jan (1737–1796), kníže-biskup v Pasově 1795–1796
- Václav Josef (1737–1796), c.k. polní podmaršál, zemský velitel v Čechách
- Marie Vilemína (1744–1800), mecenáška Beethovena a Mozarta
- Leopold (1748–1826), kníže-biskup v Pasově (1796–1826)
- Leopold Felix (1797–1877), nejvyšší sudí Českého království, poslanec českého zemského sněmu, člen panské sněmovny
- František Antonín (1809–1870), poslanec Českého zemského sněmu, mecenáš umění
- Bedřich František (1810–1881), diplomat, vyslanec v Turíně, Petrohradě, poslanec Českého zemského sněmu, člen Panské sněmovny
- Leopold Lev (1811–1888), rakouský ministr školství (1849–1860), člen Panské sněmovny
- Theodor (1815–1881), poslanec Říšské rady
- Josef Osvald I. (1817–1883), tajný rada, člen Panské sněmovny, starosta v Klášterci nad Ohří (1861–1876)
- Konstantin Ludvík (1821–1876), c. k. generálmajor, tajný rada
- Quido (1823–1904), člen Panské sněmovny, vyslanec v Haagu, Petrohradě
- František Josef (1826–1888), c. k. polní zbrojmistr, zemský velitel v Tyrolsku
- Zikmund Ignác (1827–1897), c. k. tajný rada, komoří, místodržitel v Salcburku (1872–1897)
- Ladislav Felix Rudolf (1835–1887), poslanec českého zemského sněmu, člen Panské sněmovny
- Zdenko František (1842–1906), od roku 1891 ředitel Hypoteční banky Království českého
- František Antonín (1847–1916), rakouský předseda vlády (1898–1899), místodržitel v Čechách (1889–1896, 1911–1915), 1911 povýšen na knížete
- Josef Osvald II. (1849–1913), tajný rada, člen Panské sněmovny, starosta v Klášterci nad Ohří (1876–1913)
- Josef Filip (1856–1932), zemský prezident ve Slezsku (1898–1906)
- Maxmilián Theodor (1857–1950), tajný rada, c. k. generálmajor, nejvyšší lovčí císařského dvora
- Felix Leopold (1859–1941), c. k. polní podmaršál
- Jaroslav František de Paula (1864–1929), tajný rada, poslanec českého zemského sněmu, člen Panské sněmovny, starosta v Kvasicích
- Josef Osvald III. (1878–1942), poslanec českého zemského sněmu, člen Panské sněmovny
- Friedrich von Thun (* 1942), rakouský herec
- Max von Thun (* 1977), rakouský herec
- Linda Dorothea von Thun und Hohenstein (* 1983)

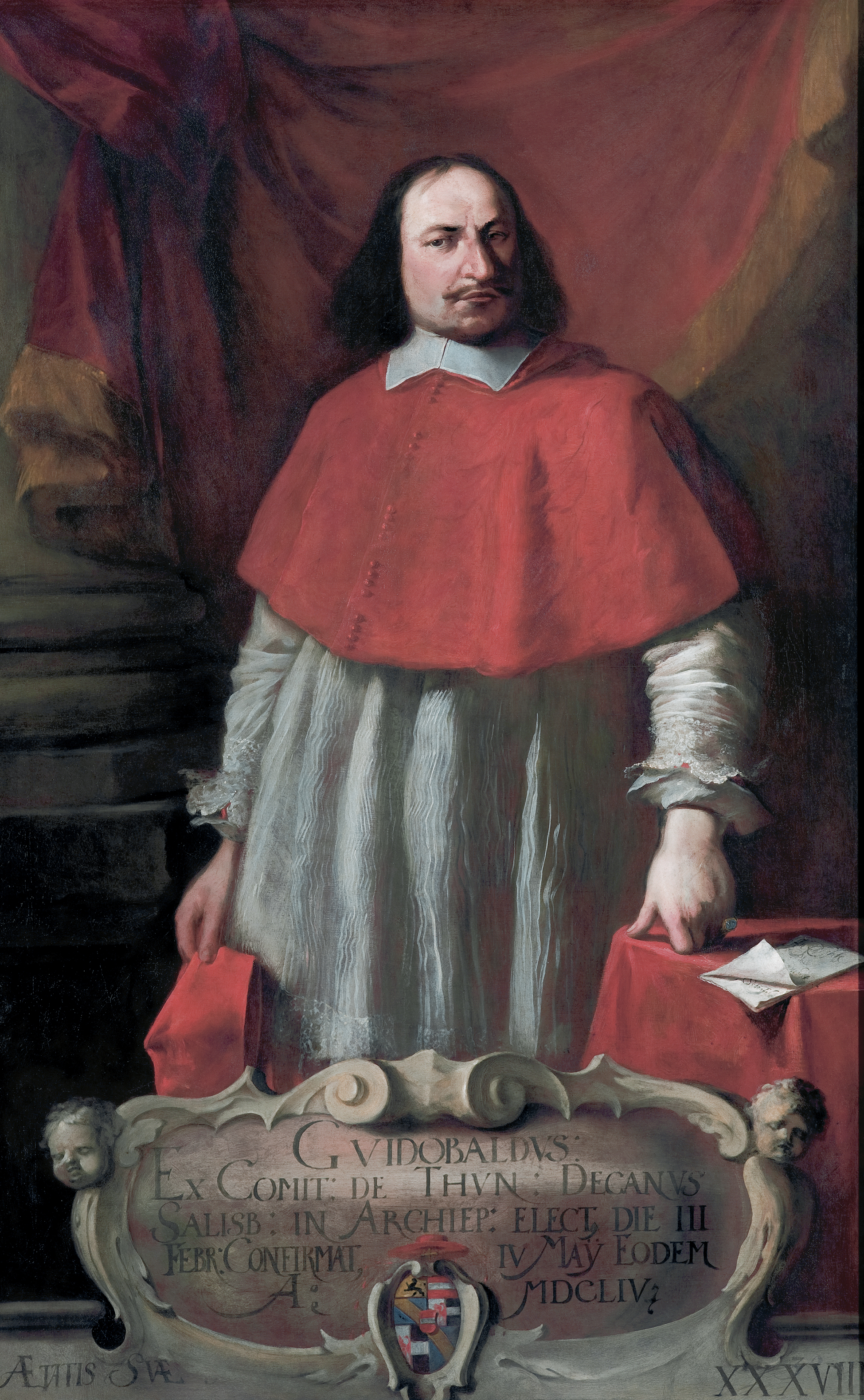
Hrabě Guidobald z Thun-Hohensteinu (1616–1668), arcibiskup salcburský
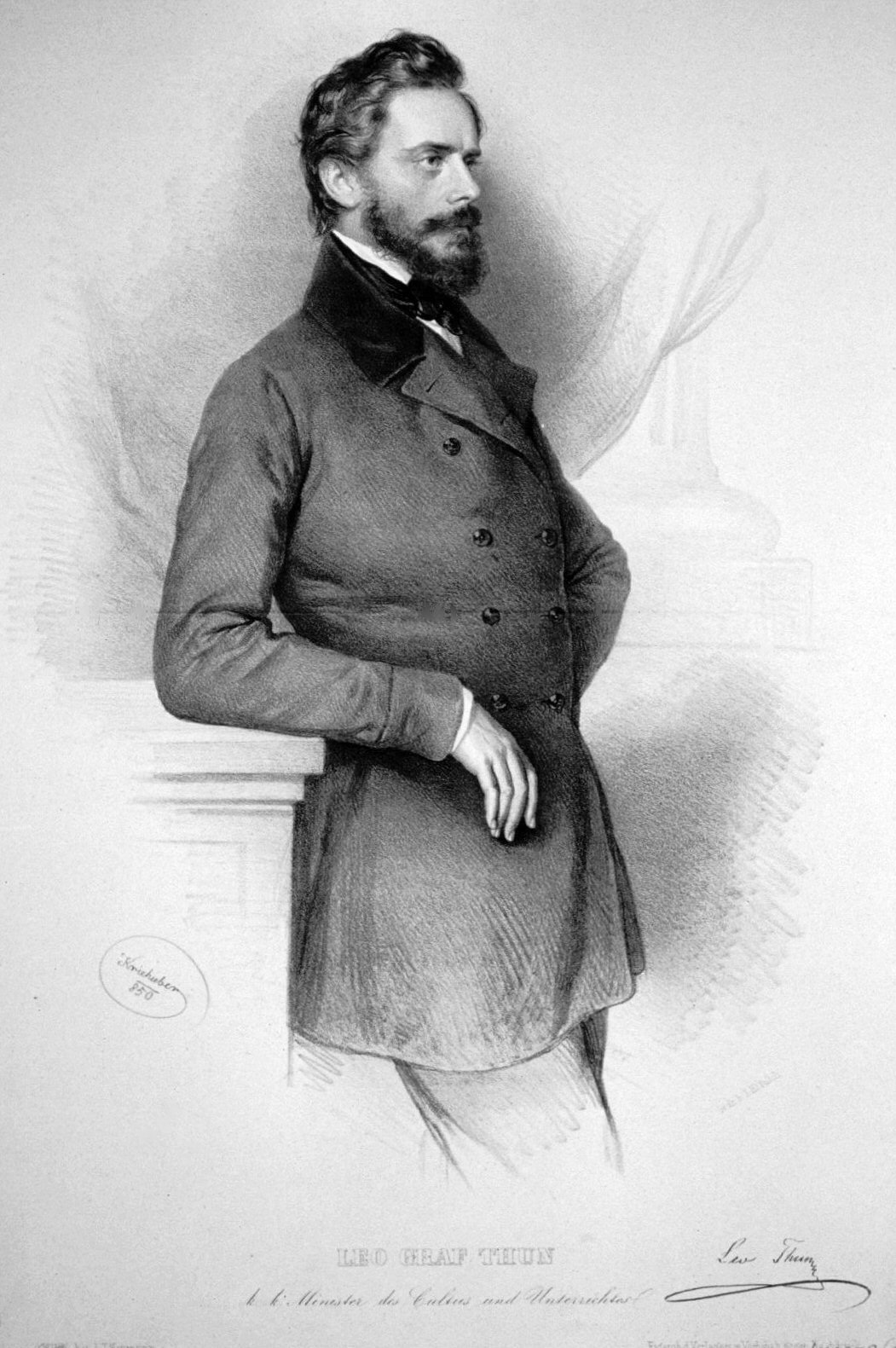
Leopold Lev hrabě z Thun-Hohensteinu (1811–1888), rakouský ministr školství
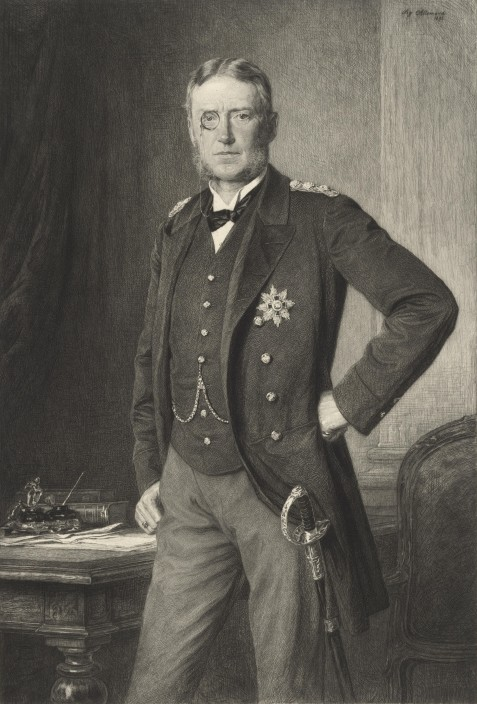
Rakouský předseda vlády a místodržitel v Čechách František Antonín z Thun-Hohensteinu (1847–1916), kníže od 1911
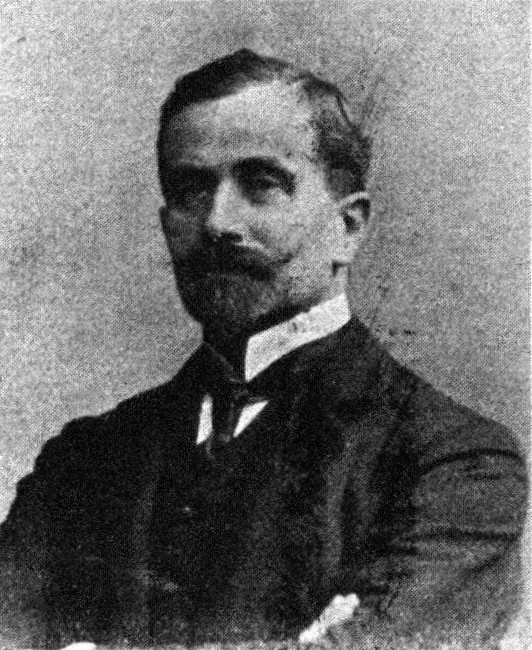
Kníže Jaroslav z Thun-Hohensteinu (1864–1929)

## Thunovské stavby

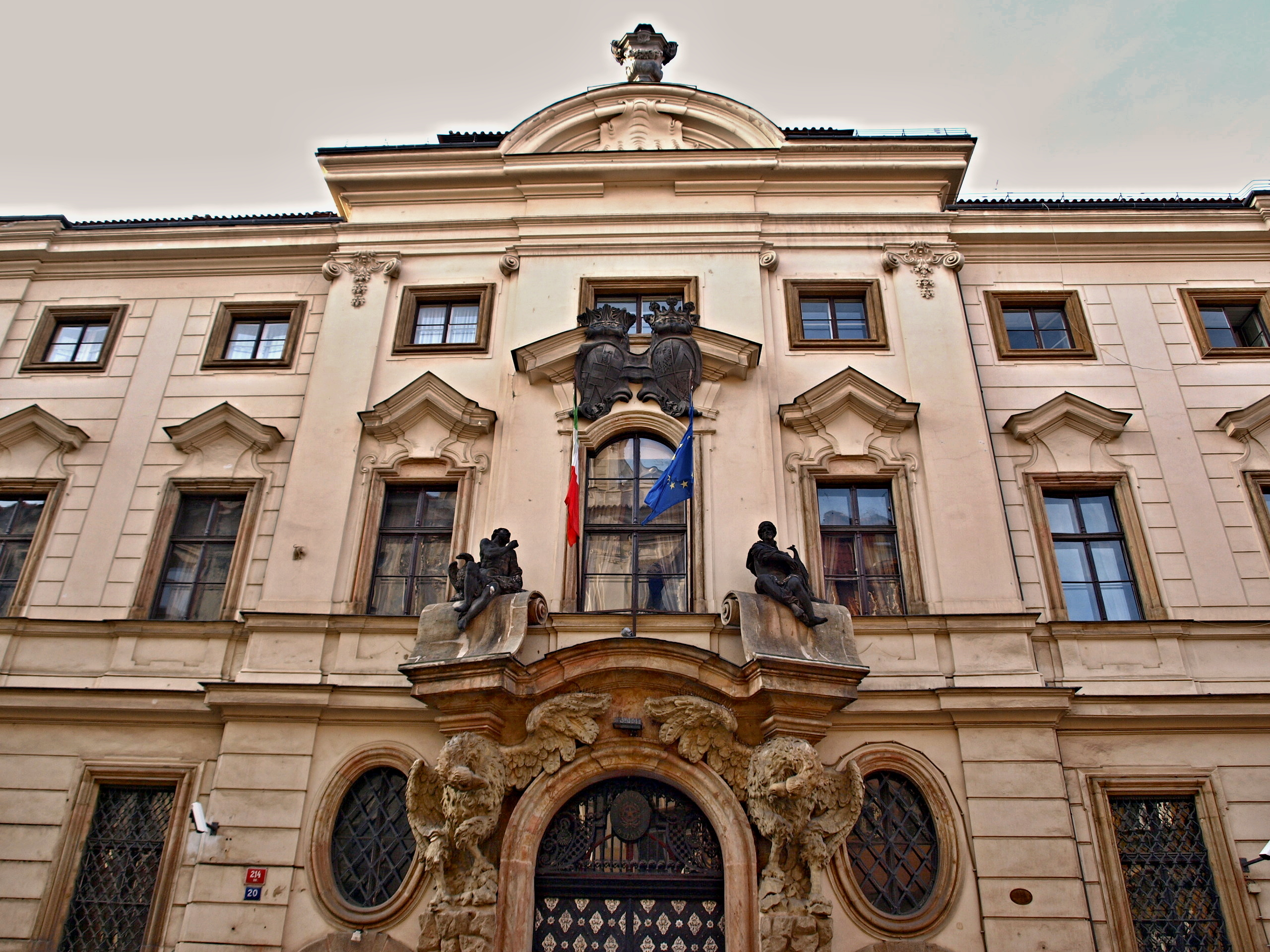
Průčelí Kolovratského (Thunovského) paláce v Nerudově ul. v Praze

- Thunovský palác v Thunovské ulici čp. 180/III, v němž sídlí velvyslanectví Spojeného království.
- Palác v Nerudově ulici, později nazvaný Kolovratský palác, v současnosti sídlo velvyslanectví Italské republiky.
- Thunovský palác na Malé Straně ve Sněmovní ulici čp. 176/III, který si české stavy nechaly upravit pro zasedání zemského sněmu. V paláci ve Sněmovní ulici sídlil za první republiky Senát Národního shromáždění, v současné době má v této budově sídlo Poslanecká sněmovna Parlamentu České republiky.
- Thunovský dům stojí v ulici U lužického semináře.
- Palác Thun-Hohenštejnský aneb dům U Černého lva v Karmelitské ulici.
- Thunovský palác v Praze na Novém Městě čp. 36/II, který stál na nároží Jungmannova náměstí; byl zbořen roku 1922 a nahrazen stavbou paláce Adria.
- Jako Thun-Hohenštejnský je někdy nazýván i Toskánský palác na Hradčanech (Thun-Hohenštejnové jej začali stavět a roku 1718 nedokončený prodali).